# ألان نيلسون (لاعب شطرنج)
ألان نيلسون (بالسويدية: Allan Nilsson)‏ هو لاعب شطرنج سويدي، ولد في 18 مايو 1899 في غوتنبرغ في السويد، وتوفي في 4 سبتمبر 1949.

## وصلات خارجية
- ألان نيلسون على موقع مباريات الشطرنج (الإنجليزية)
- ألان نيلسون على موقع 365Chess.com (الإنجليزية)
- ألان نيلسون على موقع Chesstempo.com (الإنجليزية)
- ألان نيلسون سجل أولمبياد الشطرنج على موقع OlimpBase.org (الإنجليزية)